# Rapatea
Rapatea é um género botânico pertencente à família Rapateaceae. Encontram-se espécies de Rapatea entre Trinidad e a América Central e América do Sul tropical.

## Espécies
O género Rapatea inclui as seguintes espécies:
- Rapatea angustifolia Spruce ex Körn.
- Rapatea aracamuniana Steyerm.
- Rapatea chimantensis Steyerm.
- Rapatea circasiana García-Barr. & L.E.Mora
- Rapatea elongata G.Schulze
- Rapatea fanshawei Maguire
- Rapatea linearis Gleason
- Rapatea longipes Spruce ex Körn.
- Rapatea membranacea Maguire
- Rapatea muaju García-Barr. & L.E.Mora
- Rapatea paludosa Aubl.
- Rapatea pycnocephala Seub.
- Rapatea rugulosa Maguire
- Rapatea saulensis B.M.Boom
- Rapatea scabra Maguire
- Rapatea spectabilis Pilg.
- Rapatea spruceana Körn.
- Rapatea steyermarkii Maguire
- Rapatea ulei Pilg.
- Rapatea undulata Ducke
- Rapatea xiphoides Sandwith
- Rapatea yapacana Maguire